# Cypripedium taibaiense
Cypripedium taibaiense là một loài thực vật có hoa trong họ Lan. Loài này được G.H.Zhu & S.C.Chen mô tả khoa học đầu tiên năm 1999.